# Илезское сельское поселение (Архангельская область)
Илезское се́льское поселе́ние или муниципальное образование «Илезское» — упразднённое муниципальное образование со статусом сельского поселения в составе Устьянского муниципального района Архангельской области России.
Соответствовало административно-территориальной единице в Устьянском районе — Илезскому сельсовету.
Административный центр — посёлок Илеза.

## География
Сельское поселение находится на востоке Устьянского муниципального района. Граничит с Орловским сельским поселением, Лойгинским сельским поселением, Октябрьским городским поселением и Малодорским сельским поселением Архангельской области, с Илезским сельским поселением Тарногского района Вологодской области.

## История
Муниципальное образование было образовано законом от 23 сентября 2004 года.
В сентябре 2022 года сельское поселение и остальные поселения муниципального района были упразднены и преобразованы путём их объединения в Устьянский муниципальный округ.

## Население
| 2006 | 2010  | 2011  | 2012  | 2013  | 2014 | 2015 |
| ---- | ----- | ----- | ----- | ----- | ---- | ---- |
| 1669 | ↘1298 | ↘1289 | ↘1170 | ↘1086 | ↘972 | ↘919 |
| 2016 | 2017  | 2018  | 2019  | 2020  | 2021 |      |
| ↘846 | ↘791  | ↘751  | ↘709  | ↘668  | ↗720 |      |

## Радио
- 73,01 Радио России/Радио Поморье
- 101,7 Маяк

## Населённые пункты
На территории поселения находятся:
- Илеза
- Клон
- Кочкурга
- Первомайский
- Сулонда
- Шангалы
- Шурай